# Anisodes thysanopoda
Anisodes thysanopoda är en fjärilsart som beskrevs av Louis Beethoven Prout 1934. Anisodes thysanopoda ingår i släktet Anisodes och familjen mätare. Inga underarter finns listade i Catalogue of Life.